# Gerbillurus tytonis
Gerbillurus tytonis es una especie de roedor de la familia Muridae.

## Distribución geográfica
Se encuentra sólo en Namibia.

## Hábitat
Su hábitat natural son: desiertos templados.